# Adele Live
Adele Live è stato il secondo tour musicale della cantautrice britannica Adele, a supporto del suo secondo album in studio 21 (2011).

## Informazioni
La prima parte del tour, svoltasi in Europa, ha avuto inizio il 21 marzo 2011 con l'esibizione tenuta ad Oslo, in Norvegia. La parte nordamericana della tournée è stata invece avviata con un concerto svoltosi il 12 maggio 2011 a Washington ma, dopo alcuni rinvii, è stata interrotta nel giugno 2011, a causa di una laringite contratta dalla cantante stessa.
Il 2 luglio 2011 Adele è tornata ad esibirsi con un concerto tenuto a Londra nell'ambito delle celebrazioni del Gay pride, mentre il 7 luglio dello stesso anno è stata una dei protagonisti dell'iTunes Festival, spettacolo dal quale è stato tratto l'EP digitale iTunes Festival: London 2011. Il tour attraverso l'America Settentrionale è stato poi riprogrammato, con una serie di concerti a partire dal 9 agosto 2011, mentre le esibizioni in Europa sono riprese a partire dal 13 settembre dello stesso anno, proseguendo fino al concerto di Glasgow del 25 settembre 2011.
Altre date erano programmate negli Stati Uniti per i mesi di ottobre e novembre 2011, ma la cantante è stata nuovamente costretta ad interrompere il tour, annullando tutti i concerti previsti nel corso del 2011 a causa di un'infezione al torace con emorragia alle corde vocali. Adele ha dato l'annuncio sul suo sito ufficiale, tramite un comunicato nel quale ha giustificato la sua scelta dicendo: «Non ho assolutamente altra scelta se non riprendermi completamente, altrimenti rischio di danneggiare la mia voce per sempre. Mi scuso dal profondo del cuore, sinceramente».
Dal tour sono stati tratti l'album ed il DVD dal vivo Live at the Royal Albert Hall, contenenti le registrazioni del concerto tenuto a Londra il 22 settembre 2011.

## Date del tour
| Data              | Città             | Stato       | Luogo                     | Note                                                                         |
| Europa            | Europa            | Europa      | Europa                    | Europa                                                                       |
| ----------------- | ----------------- | ----------- | ------------------------- | ---------------------------------------------------------------------------- |
| 21 marzo 2011     | Oslo              | Norvegia    | Rockefeller Music Hall    | Inizialmente previsto al John Dee                                            |
| 23 marzo 2011     | Stoccolma         | Svezia      | Debaser Medis             | —                                                                            |
| 26 marzo 2011     | Amburgo           | Germania    | Docks Club                | Inizialmente previsto al Cafe Keese                                          |
| 27 marzo 2011     | Berlino           | Germania    | Huxleys Neue Welt         | Inizialmente previsto al Postbahnhof                                         |
| 29 marzo 2011     | Monaco di Baviera | Germania    | Kesselhaus                | —                                                                            |
| 30 marzo 2011     | Milano            | Italia      | Discoteca Alcatraz        | Inizialmente previsto ai Magazzini Generali                                  |
| 1º aprile 2011    | Barcellona        | Spagna      | Sala Bikini               | —                                                                            |
| 2 aprile 2011     | Madrid            | Spagna      | Sala La Riviera           | Inizialmente previsto al Caracol                                             |
| 4 aprile 2011     | Parigi            | Francia     | La Cigale                 | —                                                                            |
| 5 aprile 2011     | Bruxelles         | Belgio      | Cirque Royal              | —                                                                            |
| 7 aprile 2011     | Colonia           | Germania    | Burgerhaus Stollwerck     | —                                                                            |
| 8 aprile 2011     | Amsterdam         | Paesi Bassi | Paradiso                  | —                                                                            |
| 10 aprile 2011    | Copenaghen        | Danimarca   | Vega                      | Inizialmente previsto per il 24 marzo 2011                                   |
| 12 aprile 2011    | Dublino           | Irlanda     | Olympia Theatre           | —                                                                            |
| 14 aprile 2011    | Leeds             | Regno Unito | O2 Academy Leeds          | —                                                                            |
| 15 aprile 2011    | Glasgow           | Regno Unito | O2 ABC Glasgow            | —                                                                            |
| 17 aprile 2011    | Manchester        | Regno Unito | Manchester Academy        | Inizialmente previsto al Ritz                                                |
| 18 aprile 2011    | Birmingham        | Regno Unito | HMV Institute             | —                                                                            |
| 20 aprile 2011    | Southampton       | Regno Unito | Southampton Guildhall     | —                                                                            |
| 21 aprile 2011    | Londra            | Regno Unito | O2 Shepherds Bush Empire  | —                                                                            |
| Nord America      |                   |             |                           |                                                                              |
| 12 maggio 2011    | Washington        | Stati Uniti | 9:30 Club                 | —                                                                            |
| 13 maggio 2011    | Filadelfia        | Stati Uniti | Electric Factory          | —                                                                            |
| 15 maggio 2011    | Boston            | Stati Uniti | House of Blues            | —                                                                            |
| 16 maggio 2011    | Montréal          | Canada      | Olympia de Montréal       | —                                                                            |
| 18 maggio 2011    | Toronto           | Canada      | Air Canada Centre         | Inizialmente previsto al Kool Haus                                           |
| 19 maggio 2011    | New York          | Stati Uniti | Beacon Theater            | —                                                                            |
| 21 maggio 2011    | New York          | Stati Uniti | United Palace Theater     | —                                                                            |
| 23 maggio 2011    | Royal Oak         | Stati Uniti | Royal Oak Music Theatre   | —                                                                            |
| 24 maggio 2011    | Chicago           | Stati Uniti | Riviera Theatre           | —                                                                            |
| 28 maggio 2011    | Denver            | Stati Uniti | Ogden Theater             | —                                                                            |
| Europa            |                   |             |                           |                                                                              |
| 2 luglio 2011     | Londra            | Regno Unito | Heaven                    | Il concerto è parte del Gay Pride di Londra 2011                             |
| 7 luglio 2011     | Londra            | Regno Unito | The Roundhouse            | Il concerto è parte dell'iTunes Festival 2011                                |
| Nord America      |                   |             |                           |                                                                              |
| 9 agosto 2011     | Vancouver         | Canada      | Orpheum Theatre           | Inizialmente previsto per il 31 maggio 2011 al Commodore Ballroom            |
| 11 agosto 2011    | Troutdale         | Stati Uniti | McMenamins Edgefield      | Inizialmente previsto per il 3 giugno 2011 al McMenamins Crystal Ballroom    |
| 12 agosto 2011    | Seattle           | Stati Uniti | Paramount Theatre         | Inizialmente previsto per il 1º giugno 2011 al Showbox at the Market         |
| 14 agosto 2011    | Berkeley          | Stati Uniti | Greek Theatre             | Inizialmente previsto per il 4 giugno 2011 al Warfield Theatre               |
| 15 agosto 2011    | Los Angeles       | Stati Uniti | Greek Theatre             | Inizialmente previsto per il 6 giugno 2011                                   |
| 17 agosto 2011    | Los Angeles       | Stati Uniti | Hollywood Palladium       | Inizialmente previsto per il 9 giugno 2011 al Wiltern Theatre                |
| 18 agosto 2011    | San Diego         | Stati Uniti | Open Air Theatre          | Inizialmente previsto per l'8 giugno 2011 all'Humphrey's Concerts by the Bay |
| 20 agosto 2011    | Las Vegas         | Stati Uniti | Cosmopolitan of Las Vegas | —                                                                            |
| 21 agosto 2011    | Salt Lake City    | Stati Uniti | Gallivan Center           | Inizialmente previsto per il 29 maggio 2011 al Depot                         |
| 24 agosto 2011    | Saint Paul        | Stati Uniti | Xcel Energy Center        | Inizialmente previsto a Minneapolis per il 26 maggio 2011                    |
| Europa            |                   |             |                           |                                                                              |
| 13 settembre 2011 | Leicester         | Regno Unito | De Montfort Hall          | —                                                                            |
| 14 settembre 2011 | Newcastle         | Regno Unito | O2 Academy Newcastle      | —                                                                            |
| 16 settembre 2011 | Manchester        | Regno Unito | Manchester Apollo         | —                                                                            |
| 17 settembre 2011 | Manchester        | Regno Unito | Manchester Apollo         | —                                                                            |
| 19 settembre 2011 | Londra            | Regno Unito | HMV Hammersmith Apollo    | —                                                                            |
| 20 settembre 2011 | Londra            | Regno Unito | HMV Hammersmith Apollo    | —                                                                            |
| 22 settembre 2011 | Londra            | Regno Unito | Royal Albert Hall         | —                                                                            |
| 24 settembre 2011 | Edimburgo         | Regno Unito | Usher Hall                | —                                                                            |
| 25 settembre 2011 | Glasgow           | Regno Unito | O2 Academy Glasgow        | —                                                                            |

### Cancellazioni
| Data             | Città         | Stato       | Luogo                            | Causa                                |
| ---------------- | ------------- | ----------- | -------------------------------- | ------------------------------------ |
| 7 ottobre 2011   | Atlantic City | Stati Uniti | Borgata Events Center            | Emorragia alle corde vocali di Adele |
| 8 ottobre 2011   | Durham        | Stati Uniti | Durham Performing Arts Center    | Emorragia alle corde vocali di Adele |
| 10 ottobre 2011  | Nashville     | Stati Uniti | Ryman Auditorium                 | Emorragia alle corde vocali di Adele |
| 11 ottobre 2011  | Asheville     | Stati Uniti | Wolfe Auditorium                 | Emorragia alle corde vocali di Adele |
| 13 ottobre 2011  | Orlando       | Stati Uniti | Hard Rock Live                   | Emorragia alle corde vocali di Adele |
| 14 ottobre 2011  | Miami         | Stati Uniti | Waterfront Theatre               | Emorragia alle corde vocali di Adele |
| 16 ottobre 2011  | Atlanta       | Stati Uniti | Fox Theatre                      | Emorragia alle corde vocali di Adele |
| 18 ottobre 2011  | The Woodlands | Stati Uniti | Cynthia Woods Mitchell Pavilion  | Emorragia alle corde vocali di Adele |
| 19 ottobre 2011  | Austin        | Stati Uniti | Frank Erwin Center               | Emorragia alle corde vocali di Adele |
| 21 ottobre 2011  | Grand Prairie | Stati Uniti | Verizon Theatre at Grand Prairie | Emorragia alle corde vocali di Adele |
| 7 novembre 2011  | Wolverhampton | Regno Unito | Wolverhampton Civic Hall         | Infezione al torace di Adele         |
| 8 novembre 2011  | Wolverhampton | Regno Unito | Wolverhampton Civic Hall         | Infezione al torace di Adele         |
| 10 novembre 2011 | Blackpool     | Regno Unito | Empress Ballroom                 | Infezione al torace di Adele         |
| 12 novembre 2011 | Bournemouth   | Regno Unito | Windsor Hall                     | Infezione al torace di Adele         |
| 14 novembre 2011 | Cardiff       | Regno Unito | Motorpoint Arena Cardiff         | Infezione al torace di Adele         |
| 15 novembre 2011 | Plymouth      | Regno Unito | Plymouth Pavilions               | Infezione al torace di Adele         |

## Scaletta
La scaletta del tour prevede diciassette brani, quasi interamente tratti dagli album 19 e 21. Tra le canzoni eseguite durante lo spettacolo figurano anche le cover di Lovesong dei Cure e If It Hadn't Been for Love della band statunitense The SteelDrivers.
1. Hometown Glory
2. I'll Be Waiting
3. Don't You Remember
4. Turning Tables
5. Set Fire to the Rain
6. Daydreamer
7. If It Hadn't Been for Love
8. My Same
9. Take It All
10. Rumour Has It
11. Right as Rain
12. One and Only
13. Lovesong
14. Chasing Pavements
15. Make You Feel My Love

Encore
1. Someone like You
2. Rolling in the Deep

## Musicisti
Durante il tour, Adele è accompagnata da una band di 5 elementi:
- Adele – voce, chitarra
- Ben Thomas – chitarra
- Tim Van Der Kuil – chitarra
- Miles Robertson – tastiere
- Sam Dixon – basso
- Derrick Wright – batteria